# 權謙
權謙（韓語：권겸，？—1356年），高麗王朝官員，北元權皇后之父。本貫安東權氏。
權謙是政丞權溥之子。忠肅王即位之初，官拜司僕副正，累遷代言，轉民部典書。忠肅王被元朝扣留在大都長達六年，權謙侍從有功。忠肅王歸國後，錄功為二等，尋陞同知密直司事。權謙曾擔任過合浦的巡軍萬戶，忠肅王復位後，屢次要求擔任萬戶，但忠肅王不聽。於是權謙去了元朝，依勢家代李俊為巡軍萬戶。忠穆王襲位回到高麗，權謙奉璽詣行宮，拜贊成，尋判三司事。
恭愍王初年，權謙被封為福安府院君，前往元朝，獻女於皇太子愛猷識理答臘，因而被元廷封為太府監太監。權謙的家奴忽只奪朴元柱之妻和李佛臣之女，於權謙府中強姦。典法司捕而鞫之，張榜暴其罪，將其黨三人處以杖刑。
1356年，權謙與奇轍、盧頙等人圖謀在宮廷宴會上舉事，事洩，恭愍王令密直姜仲卿、大護軍睦仁吉埋伏於路旁，突然發起攻擊，當場殺死奇轍。權謙與盧頙逃跑，在王宮的紫門前被殺死。隨後，三人都被滅族。
《高麗史》將其列為叛逆之臣。